# Killifish
Con il termine killifish vengono indicate da acquariofili, allevatori e biologi la maggior parte delle famiglie di pesci appartenenti all'ordine dei Cyprinodontiformes.

## Origine del nome
Questo nome insolito deriva da una parola olandese, kilde o kills, torrente, usata dai conquistatori olandesi del XVII secolo in Nordamerica. In poco tempo vennero soprannominati kill o killifish anche i pesci che abitavano questi torrenti e l'uso non è mai andato perduto. Col tempo questo nome fu dato solamente agli appartenenti alla famiglia dei Ciprinodontidi americani, tanto più che nella prima metà del XIX secolo tutti i Ciprinodontidi erano indicati come killifish.
Con il corso degli anni la classificazione tassonomica di questa famiglia è stata modificata, scorporando generi e specie e creando nuove famiglie. Per questo oggi l'indicazione di killifish è piuttosto incerta. Anche se all'inizio indicavano solamente le specie americane, oggi si tende a chiamare così anche le specie africane ed europee.

## Distribuzione e habitat

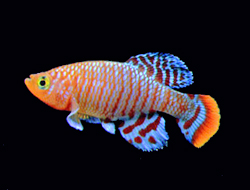
Maschio di Nothobranchius rachovii

I killifish sono diffusi principalmente in acque dolci o salmastre delle Americhe, dall'Ontario all'Argentina. Ci sono inoltre specie nell'Europa mediterranea, in Africa dalle foreste centrali al Sudafrica, in Medio Oriente e in Asia e su parecchie isole dell'Oceano Indiano.
La maggior parte delle specie vive in ruscelli, fiumi ed in laghi permanenti; la durata della vita è di 2-3 anni. È il caso dei generi Cyprinodon, Fundulus e Rivulus in America, così come nell'Africa e l'Asia per Aphyosemion, Aplocheilus, Epiplatys, Fundulopanchax, Lacustricola  ed Europa del sud con Aphanius.
Alcune specie invece si sono specializzate per vivere in stagni provvisori che sommergono le pianure stagionalmente: per cui hanno sviluppato una durata della vita molto più corta. Tali specie "annuali" non vivono più di nove mesi e sono usate come modelli per gli studi sull'invecchiamento.  È il caso dei generi africani Nothobranchius, dei sudamericani Austrolebias, Gnatholebias, Pterolebias, Simpsonichthys e Terranatos.

## Dimensioni
La maggior parte dei killifish è compresa tra i 2,5 e i 5 cm, anche se alcune specie raggiungono i 15 cm.

## Dieta
I Killifish si nutrono soprattutto di artropodi acquatici come insetti (larve di zanzara), vermi e crostacei. Rudolf Koubek sostiene che nelle aree del Gabon dove i killifish sono assenti (a causa per esempio dell'inquinamento) è diffusa la malaria, trasmessa dalle zanzare. Alcune specie di Orestias (Lago Titicaca) si nutrono di plancton. Altri, come Cynolebias, Megalebias e Nothobranchius ocellatus predano altri pesci.